# Мери Јахода
Мери Јахода (Беч, 26. јануар 1907 — Кејмер, 28. април 2001) била је аустријско-британски социјални психолог.
Године 1958. развила је теорију о идеалном менталном здрављу. Кроз свој рад Јахода је идентификовала пет категорија које су, како је рекла, виталне за осећај благостања (1982, 87). То су: временска структура, друштвени контакт, колективни напор или сврха, друштвени идентитет или статус и редовна активност. Она је тврдила да су незапослени били лишени свих пет, и да је то чинило већи део пријављених менталних обољења међу незапосленима. Током 1980-их, када је ниво незапослености поново био висок, овај приступ је био прилично утицајан, а њене студије привукле су ново интересовање: одржала је много презентација на ову тему у Европи.

## Позитивно ментално здравље
Мери Јахода је 1958. године осмислила листу карактеристика које су присутне код већине људи који се сматрају нормалним. Познато као идеално ментално здравље, то су:
- Ефикасна перцепција себе
- Реално самопоштовање и прихватање
- Добровољна контрола понашања
- Права перцепција света
- Одржавање односа и пружање наклоности
- Самоусмеравање и продуктивност